# Baldovinești (gmina w okręgu Aluta)
Baldovinești – gmina w Rumunii, w okręgu Aluta. Obejmuje miejscowości Baldovinești, Gubandru i Pietriș. W 2011 roku liczyła 1089 mieszkańców.